# Sonate opus 1 voor piano
De Sonate opus 1 voor piano is een onvoltooide compositie van Arnold Bax.
De start van de componistenloopbaan begon al op jonge leeftijd. Geboren in 1883 schreef hij in 1896 vermoedelijk al zijn eerste werkje. Arnold Bax kon zich het niet meer goed herinneren, maar zijn zuster Evelyn wist zeker dat hij toen een lied heeft gecomponeerd onder de titel Butterflies all white. Van daarna zijn er wel enkele pogingen bekend om tot een compleet werk te komen, maar Bax brak ze steeds af. In 1898 was het zo ver dat Bax een serieuze poging ondernam, hij zette op zijn manuscript opus 1. Hij trachtte het in het genre sonate, completeerde deel 1 en begon zelfs aan deel 2, maar daar stokte het. Het ziet ernaar uit dat Bax ook verder geen pogingen ondernam het werk verder af te maken. 
Bij de inventarisatie van alle (bekende) werken van Bax door Graham Parlett kreeg het, alhoewel arbitrair, volgnummer GP17 toebedeeld. Vermoed werd dat Bax ervoor nog aan een aantal werken begon, maar dat dat op niets uitliep en deels vernietigd heeft. Ook na deze aanzet tot sonate zijn er tal van pogingen gevonden, maar een eerst compleet werk kwam pas bij volgnummer GP23. Het is dan maart 1900 en Bax leverde een lied getiteld Wanting is what? op de tekst van Robert Browning. Het eerste bekende werk met weer een opusnummer is een Trio in een beweging, opus 4; tussenliggende opera's zijn onbekend.   